# 小行星1698
小行星1698（1698 Christophe）是一颗绕太阳运转的小行星，为主小行星带小行星。该小行星于1934年2月10日发现。
該小行星以共同發現阿蘭德-羅蘭彗星的法國天文學家喬治·羅蘭（Georges Roland）的孫姪克里斯托夫（Christophe）命名。

## 轨道参数
小行星1698的轨道半长轴为3.1672143 UA，离心率为0.103。